# Ombrotrophie

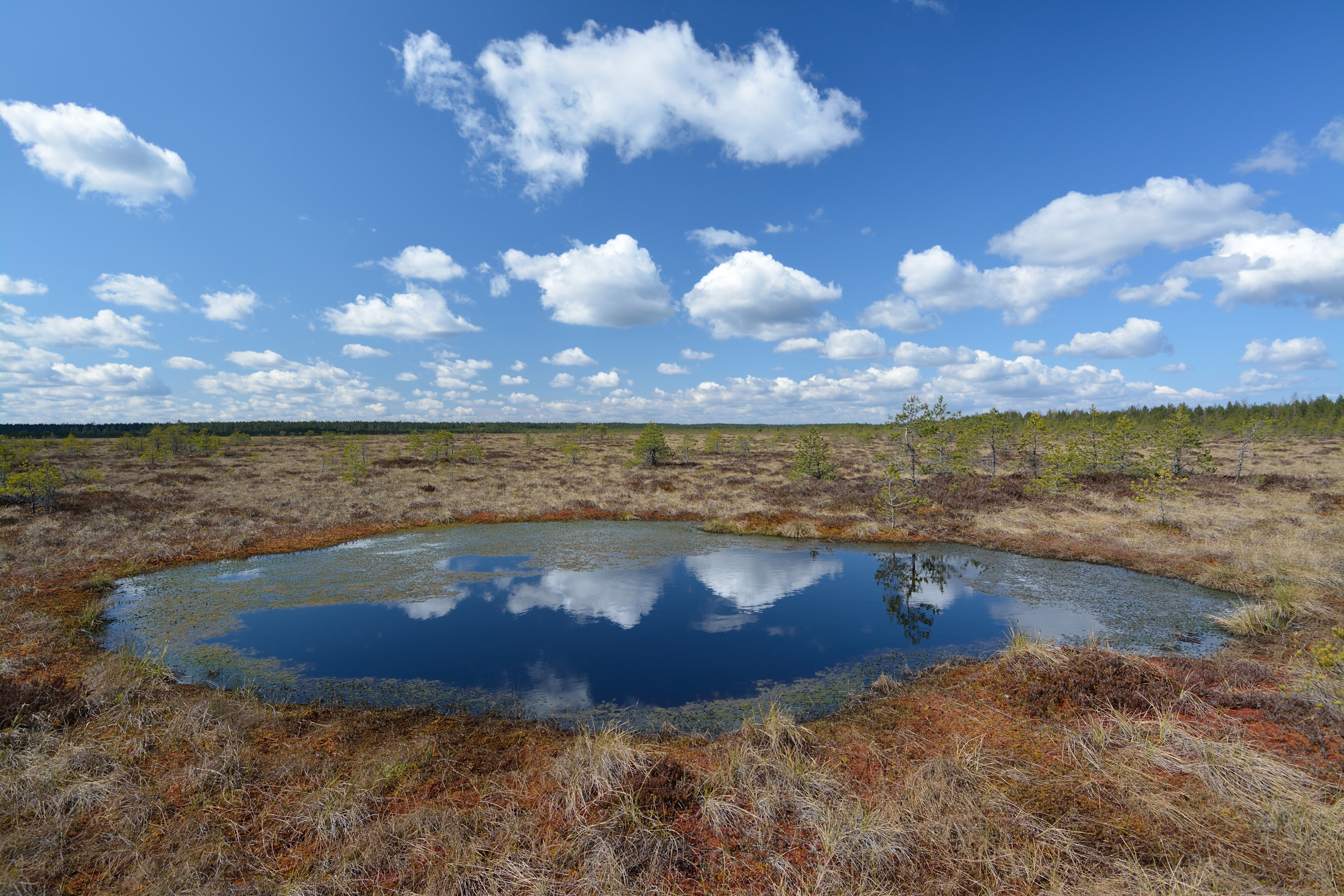
Les précipitations s'accumulent dans de nombreuses tourbières (bog) formant des bassins de tourbières (bog pools).

Les sols ou la végétation ombrotrophes ("alimentés par la pluie") reçoivent toute leur eau et leurs nutriments des précipitations, plutôt que des cours d'eau ou des sources. Ces environnements sont isolés hydrologiquement du paysage environnant et, comme la pluie est acide et contient très peu de nutriments, ils abritent des organismes tolérants aux environnements acides et peu nutritifs. La végétation des (mire) tourbières ombrotrophes est souvent constituée de tourbières (bog), dominées par la mousse de sphaigne. L'hydrologie de ces environnements est directement liée à leur climat, les précipitations étant la source d'eau et de nutriments et les températures dictant la rapidité avec laquelle l'eau s'évapore de ces systèmes.
Des circonstances ombrotrophes peuvent se produire même dans des paysages composés de calcaire ou d'autres substrats riches en éléments nutritifs - par exemple, dans les zones à fortes précipitations, les blocs calcaires peuvent être coiffés d'une végétation de tourbière ombrotrophe acide. La végétation épiphyte (plantes poussant sur d’autres plantes) est ombrotrophe.
Contrairement aux environnements ombrotrophes, les environnements minérotrophes sont ceux où l’approvisionnement en eau provient principalement de cours d’eau ou de sources. Cette eau a ruisselé sur, ou traversé des roches, acquérant souvent des produits chimiques dissous qui élèvent les niveaux de nutriments et réduisent l’acidité, ce qui conduit à une végétation différente telle que celle des tourbières minérotrophes (fen ou poor fen).